# Alsógagy
Alsógagy község Borsod-Abaúj-Zemplén vármegyében, az Encsi járásban.

## Fekvése
A Cserehát belsejében, Encstől 12 km-re északnyugatra, Miskolctól 40 kilométerre északkeletre, a 2624-es út mentén fekszik, amelyből a község legdélebbi részén, a 18+150-es kilométerszelvény közelében ágazik ki a mindössze 2 km hosszú és csak Gagyapáti zsákfaluba vezető 26 144-es út. (Határszélét nyugaton érinti még a 2623-as út is.) A másik két szomszédos település Baktakék (4 km) és Felsőgagy (4 km).
Háziorvosi ellátásra Felsőgagyon, fogorvosira Baktakéken, gyermek- és szakorvosi ellátásra Encsen van lehetőség. A legközelebbi kórház Szikszón található. A gyerekek óvodába Baktakékre, általános iskolába Encsre járnak. A közös önkormányzati hivatal székhelye Szalaszenden, a legközelebbi vasútállomás 18 km-re, Forró-Encsen van.

## Története

### Középkor
A Gagy szó ismeretlen eredetű, talán személynévre vezethető vissza, azaz a környék egy korai birtokosára utal. A szó magyarázatának eddigi próbálkozásai mind sikertelenek voltak. A szó ’mocsaras, vizenyős terület’ jelentése nem bizonyított, ugyanúgy nem bizonyítható az a feltételezés sem, hogy a településen keresztülfolyó patak neve valaha is Gagy lett volna, és a helység erről kapta volna a nevét, miként a szláv god, vagy godzs alapszóból képzett személynévre történő visszavezetése is problémás. A magyar helynévadás szokásai szerint az alsó előtag egy másik helyhez képest délebbre fekvő, vagy egy folyóvíz melletti település esetén a folyásirány szerint lejjebb fekvő településre utal. Esetünkben mindkét ok fennáll: a patak és a patak mellett húzódó út mellett fekvő északabbi települést Felső- a délebbit pedig Alsógagynak hívták. 1327-ben említették először külön Felső-és Alsógagyot. Ennek ellenére a középkori források többségében a két falut nem különítették el, ezért történetüket együtt mutatjuk be. A falvak birtokosai mindig az Aba nemzetséghez tartozó Gagyi család tagjai voltak. A 15. században e családból vált ki a gagyi Vendégi és Bátori család.
A falu első említése 1256-ból, a jászói premontrei konvent jószágai határainak leírásában maradt fenn, amikor Nyésta határában említették a Gagy felé vezető utat. 1272-ben Csőszbakta – a mai Baktakék – határosaként fordult elő. 1279-ben az Aba nemzetség egy másik ágának is volt itt birtoka. A közülük való Lőrinc tárnokmester a Tekes rokonság tagjainak adta gagyi és erdőfalvi – ez mai Dicháza, amely Homrogd része – birtokait. Az ügy részleteiről nem tudósítanak a források, az azonban bizonyos, hogy a későbbiekben is csak az Aba nemzetség gagyi ágának tagjai birtokoltak itt. Az Anjou-korban több határmegállapítás említette Gagy határait. 1327-ben az Alsógagyról Csenyétére vezető útról írtak, ezt az utat később is gyakran emlegették. Ez volt Alsógagy továbbá a mára elpusztult és Fáj határába olvadt Papi falu egyik határa. 1427-ban az alsógagyi parasztok élték Papi egy részét, a parlagon álló papi földekre hajtották legelni állataikat. Vásáros hely volt. Az akkor már valószínűleg régóta álló vásárát először 1387-ben említették. A hetivásár napja szerdára esett.
A Gagyi család tagjai gyakran szerepeltek a vármegyei közéletben, két falujukról azonban csak nagyon kevés forrás beszél. A kamara haszna nevű királyi adó 1427-es jegyzékében a Gagyiakat úgy írták össze, mint a legtöbb nemesi családot: mindenkit azzal a családnévvel illettek, amilyen falut birtokolt. Ezért kapta Alsógagy birtokosa, László az Alsógagyi nevet. Valójában csak Gagyi családról beszéltek. Alsógagyon ekkor 29, Felsőgagyon 30 paraszti telek után szedték be az adót. Mindkét falu Abaúj vármegyének a Hernádtól nyugatra fekvő járásába volt besorolva. A rá vonatkozó iratokat Gagyi Balázs valamikor az 1439-ben kezdődött zavaros idők során egy kassai polgárnál helyezte el a nagyobb biztonság kedvéért, és a család tagjai 1472-ben kapták vissza. Ekkor hat Gagyi családba való nemes volt a két Gagy birtokosa. Gagyi Balázs halála után Mátyás király két udvari embere, Dési Péter kamarás és Endrédi Fica Dömötör palotás a maga számára kért adományt a Gagyiak több birtokára, így a teljes Felsőgagyra és Alsógagy felére is. A Gagyiak 1472-ben sikerrel védték meg öröklött birtokaikra vonatkozó jogaikat, a két Gagy több más jószággal együtt a kezükön maradt. 1479-ben Alsó- és Felsőgagyon voltak részei a gagyi Bátori családnak is, melyet Horvát János vett tőlük zálogba.
A 14. század elején bizonyíthatóan egyházas hely volt. Papja jövedelmének tizedeit 1332-ben egy márkára becsülték, 1333-ban 42, 1334-ben 12, 1335-ben 24 garast szedtek be tőle a pápai tizedszedők. Az 1330-as évek elején plébánosát Istvánnak, 1405-ben Péternek hívták. Az egri püspökség tizedeinek felosztásakor tizedei a káptalannak jutottak. E miatt a püspök és a káptalan között per keletkezett, amelyben 1319-ben egyezett ki a két fél. Más Abaúj, Borsod és Ung vármegyei települések és Eger egy részének tizedei mellett Gagy falu tizedeit is visszakapta az egri káptalan. Az, hogy Felsőgagyon bencés kolostor állott volna, egy kétes hitelű, kései feljegyzésen alapszik.

### Kora újkor
Alsó- és Felsőgagy elválása Mohács után is megmaradt, Alsógagyot a török korban is önálló faluként tartották számon, de a kora újkori birtoklástörténetben a két helység sokszor ugyanazon birtokosok, birtokos családok joghatósága alá tartozott. Bár a középkorban több ágra szakadt Gagyi család több tagja a 16. században örökös nélkül halt meg, és így időről-időre új személyek, családok is megjelentek a birtokosok között, a Gagyiak egyik örökös famíliája, a gagyi (gagybátori) Báthori, más néven a Gagy-Báthori család, illetve a Gagyi család leányági leszármazói még a 17. században is megmaradnak Alsógagy földesurainak, legtöbbször azonban csak részbirtokosként. Alsó- és Felsőgagyra ugyanis, hasonlóan a csereháti helységekhez, jellemző a többes birtoklás, az ún. conpessesoratus. 1535-ben örökös nélkül hal meg Gagyi Miklós és Somossy Anna fia, Mihály, ezért az uralkodóra háramlott felső- és alsógagyi részbirtokait, a felsőgagyi kastéllyal együtt, Szepsi Bálintnak, az egri Boldogasszony-társaskáptalan prépostjának, Szalaházi Tamás egri püspök és király kancellár titkárának, illetve fivérének: Jánosnak, valamint Farkas és József nevű rokonaiknak adományozza az uralkodó. Feltehető, hogy Szepsi Bálint veszprémi kanonok, felsőőrsi és egri prépost és rokonai nem sokáig birtokoltak, mert később nem tűnik fel a nevük Alsógagy földesurai között.
A Gagyi család leányága révén lesz Alsógagy birtokosa a 16. századi hivatali elit egyik, a krakkói egyetemet is megjárt tagja, Fülpesi (Fülpessy) Albert (1513–?), a nagyobb királyi kancellária jegyzője, aki Gagyi Miklós és Somossy Anna másik fia, Demeter abaúji alispán (1512–1517) leányát, Gagyi Annát vette feleségül. Mivel Gagyi Demeter fiának, Jánosnak nem volt fiúörököse, nemesi birtokai visszaszálltak a királyra, I. Habsburg Ferdinánd azonban 1548-ban Alsógagy, Felsőgagy, Vendégi, Újlak és Gagybátor falvakat, illetve Apáti pusztát a néhai Gagyi János sógorának, Fülpösi (Phylepesy) Albertnek adományozta. A birtokok egy részén Fülpesi (Fülpessy vagy Filpessy) a Gagyiak Vendéghi-ágából származó Vendéghi Benedekkel volt kénytelen osztozni, s a közös birtoklás okozta súlyos viszály oda vezetett, hogy Fülpesi Albert fia Ferenc 1568-ban Felsőgagyon meggyilkolta gagyi Vendéghi Benedeket. Fülpesi Ferenc két fia közül ifj. Ferenc kapta meg a csereháti birtokokat, aki még 1635-ben is birtokol Felsőgagyban. Fülpessy Ferenc Abaúj vármegye tisztviselője lesz, 1634-ben alszolgabíró a csereháti járásban. Az egri törökök 1640. évi csereháti pusztítása során Fülpessy Ferencet is elhurcolták, váltságdíját együtt adta össze Abaúj és Borsod vármegye 1641-ben.
A gagyi (gagybátori) Báthori család több tagjának is volt birtokrésze Alsógagyon a középkor végén, köztük Báthori Ferencnek (†1511 u.), akinek özvegye, putnoki Putnoky Zsófia feleségül ment Mondolay Kristófhoz. Fiuk, Mondolay Péter, aki pelsőci Bebek György (†1567) gömöri főispán, a korszak nevezetes oligarchája familiárisa volt, az adományba kapott felsőgagyi Gagyi-kastélyban rendezte be rezidenciáját, ahonnan 1560-ban Bebek György elűzte, sőt birtokait, köztük Alsógagyot is, elvette tőle.
A gagyi Báthori család másik tagja, Báthori Ferenc (†1511 u.) fia: Báthori János I. Szapolyai János és utódai híve volt, ezért 1557-ben I. Ferdinánd felségárulási pert indított ellene, illetve unokafivére Báthori Miklós fia László ellen, elkobozva gagybátori, alsó- és felsőgagyi, újlaki, lyubai és vendégi birtokrészeiket. Hasonló sorsra jutott birtokostársuk, Mondolay Péter lányának, Mondolay Annának a férje, a felsőgagyi előnevet felvett Horváth János (†1560) is, aki az 1470-es években felsőgagyi birtokossá lett dralepszkai Horváth János leszármazója volt. Gagyi Báthori János és László, valamint felsőgagyi Horváth János lefoglalt birtokait az uralkodó Kun Balázsnak és fivérének, Bálintnak adományozta. Törteli Kun Balázs és testvérei, Bálint és Mátyás 1549-ben nyernek címeres nemességet. Kun Balázs katonai karriert fut be, kassai alkapitány lesz, majd 1560-ban 1 évre gyulai várkapitány lesz. A törteli Kunok egyébként perben álltak Horváth Jánossal, aki hatalmaskodást követett el ellenük. Horváth a nagyhatalmú Bebek Györgyöt hívta segítségül saját védelmében, cserébe lekötötte birtokait Bebeknek. Amikor azonban felsőgagyi Horváth Jánosnak sikerült kiegyeznie a törteli Kunokkal, visszavonta a Bebek Györgynek tett ígéretét, és birtokait vejének, Mondolay Péternek szánta. Feltételezhető, hogy Bebek György ezért támadt 1560-ban Felsőgagyon Mondolayra, és ezért fosztotta meg szolgálattevőjét birtokaitól. Bebek Györgyöt először a király is megerősítette a felsőgagyi kastély és tartozékai birtoklásában, 1560. május 11-én ugyanis ezeket az előző birtokos, felsőgagyi Horváth György magtalan halála miatt Bebeknek adományozta. Bebek ragaszkodott a megszerzett birtokokhoz, felesége, Patócsy Zsófia még 1564-ben sem engedte vissza a csereháti jószágokat Mondolay Péternek. Bebek hatalmaskodását még az országgyűlésen is tárgyalták 1566-ban, végül I. Miksa király 1567 decemberében utasítja Lazarus von Schwendi (1522–1583) kassai főkapitányt, hogy az elpusztult felsőgagyi kastélyt foglalja vissza Mondolay Péter javára, majd 1569-ben a király ismét adományba adja a Felsőgagy, Alsógagy és Újlak falvakban, illetve Apáti, Velkenye és Lyuba pusztákban birtokolt részjószágaikat a vármegye későbbi adószedőjének, a leendő putnoki várkapitánynak, Mondolay Péternek és fivérének, Pálnak. 1573-ban már a fivérek megosztva bírják Alsógagyot, ekkor egy birtokba iktatásnál szomszédként mindkét földesúr jobbágyai jelen vannak: Vida Máté, Cipó Egyed, Bertók János, Patkós Bálint mint Mondolay Pál jobbágyai, illetve Mondolay Péter jobbágya: Csontos Demeter. A Mondolay-fivéreket 1582-ben iktatták be birtokaikba.
1569-ben a gagyi Báthori család további tagjait is megerősíti az uralkodó földesúri joghatóságukban, így Báthori László lánya: Báthori Margit és második férje, Peykes Péter vármegyei adószedő is birtokos lesz ősi jószágaikban: Bátorfelső(!), Alsógagy és Újlak falvakban. A 16. század végén a Báthori család rokonságának következő nemzedéke a birtokos, így 1596-ban Mondolay Péter és Monai (Monaji) Klára lányának, Zsuzsannának férje: felsőszendi Fuló Mátyás (†1602 körül), Mondolay Pál és Potturnyay Anna lányának, Klárának első férje: ruszkai Kornis Péter (†1597), valamint a Báthori-ágból gagybátori Báthori András fia: János, akinek a legnagyobb a birtokrésze, illetve gagybátori Horváth János. A birtokosok között van Monai (Monaji) Gáspár, ruszkai Kornis Zsófia férje is. Kornis Zsófia az 1480-as években élt ruszkai Kornis Péternek és feleségének, gagyi Gagyi Annának a leszármazója. Földesúr még 1596-ban Varsády Gáspár, a korábbi abaújdevecseri birtokos, Réghy Kelemen (†1573 k.) örököse (húga, Réghy Klára veje). 1597-ben Báthori János, Monai Gáspár és özvegy Kornisné Mondolay Klára, illetve Varsády Gáspár (Várady Margit férje) Alsógagy földesurai. Részbirtoka volt 1596-ban Baksy/Baksay (Baxi) Pálnak is, akinek 1588-ban és 1596-ban Krasznokvajdán is volt birtokporciója.
A 17. században is jórészt a középkori Gagyi család kései leszármazói és oldalági rokonai birtokolnak Alsógagyon. Egy 1641-ben tartott tanúvallatás során, amikor Illyés Lukács jobbágy volt Alsógagy főbírája, több földesurat is említenek jobbágyaik, így a Felsődobszán lakó Girincsy Mátyást, aki anyja, felsőszendi Fuló Mátyás lánya: Zsuzsanna révén került a birtokosok közé, miután pósacsécsi Girincsy István (id. Girincsy István és Kerepecz Dorottya fia) feleségül vette Fuló Zsuzsannát. Id. Monaky István és Fuló Margit (apja: Fuló Mihály) fia: id. Monaky (Monoky) Ferenc, aki 1642–1644 között Abaúj vármegye alispánja volt, szintén házassága révén lett birtokos Alsógagyon, első felesége ugyanis gagyi Báthori (Gagy-Báthori) Kata volt. Leányuk, Monaky Zsófia férjének, nenkefalusi (később: lenkei és zádorfalusi) Lenkey Györgynek (†1648 előtt; Varsády Gáspár leszármazója) szintén volt jobbágya 1641-ben Alsógagyon, akárcsak Báthori Miklósnak, aki gagyi Báthori János fia, illetve Lenkeyné Báthori Kata nagybátyja volt. Az alsógagyi részbirtokosoknak egyéb abaúji és más vármegyebeli birtokaik, birtokrészeik is voltak, kúriájukat, lakhatásukat sem Alsógagyon építették fel. Alsógagy magyar földesurai közül a legnagyobb hírnévre a rendi küzdelmekben kiemelkedő szerepet játszott felsőszendi Fuló Miklós (†1677), id. Fuló Miklós (†1640 körül) országgyűlési követ (1617, 1621) és abaúji alispán (1622–1629) fia, a felsőszendi református templomban 1602 körül eltemetett Fuló Mátyás unokaöccse tett szert. Mivel Fuló Miklós részt vett a Wesselényi-féle rendi szervezkedésben, 1671-ben a pozsonyi vésztörvényszék halálra ítélte, végül azonban 1673-ban I. Lipót kegyelemben részesítette, birtokai visszaadásának ígéretével. A kincstár azonban a tekintélyes birtokvagyon nagy részét nem utalta vissza Fuló Miklósnak, az elkobzott jószágokat a szendrői váruradalomhoz csatolták, és ezeket majd a 18. században az udvarhoz hű nemesek, köztük Tiszta Pál csereháti birtokos kapják meg adományban.
Felső- és Alsógagy, a két jobbágyfalu közül már a legkorábbi adóösszeírások is Alsógagyot jelenítik meg gazdaságilag jelentősebbnek. Az egyházi tized első ismert, 1552-ben készült összeírásában Alsógagy ismeretlen számú jobbágyai összesen 101 kalangya és 2 kéve őszi búzát és 11,5 kalangya és 17 kéve tavaszi gabonát termesztettek, míg Felsőgagyon ugyanez az érték: 23 kalangya és 12 kéve, illetve 3 kalangya és 3 kéve, azaz Alsógagy gabonatermése ekkor négyszerese volt a felsőgagyi jobbágyok termelvényének. Ezt a különbségét mutatják a – dika vagy rovás néven ismert – állami adó portaszámai is, 1532-ben Alsógagyon 17,5 porta mint adófakultás után fizették a jobbágyok az adót, ugyanekkor Felsőgagy portaszáma 3 volt. A két falu közötti különbség, ha nem is ilyen jelentős mértékben, végig megmarad a 16–17. század folyamán. 1553-ban 17,5 adóportányi gazdasági erővel rendelkezett Alsógagy paraszti népessége, ahol a jobbágyok mellett 11 zsellér is hozzájárult az adóképességhez. A falu vitalitását mutatja, hogy ekkor 11 új házat írnak össze az adórovók, ami azt jelenti, hogy 11 jobbágygazdaságot készülnek itt beindítani. Ugyanekkor Felsőgagyon csak 5 porta után adózik a jobbágyság. Alsógagy parasztsága a 16. század közepén több évig megőrzi termelőképességét, amelyet 1554-ben 19, 1564-ben és 1565-ben, Bebek György földesúri hatalma alatt, 14 adóportára becsülnek az adószedők.
Alsógagy község életében, a Cserehát több más falujához hasonlóan, Hasszán temesvári pasa 1567 márciusában indított felső-magyarországi hadjárata jelentett tragikus fordulópontot. Az oszmán hadvezér János Zsigmond erdélyi fejedelem megsegítésére 5000 fős török sereggel és krími tatár kísérőcsapattal támadt a Lazarus von Schwendi felső-magyarországi főkapitány által ellenőrzött vidékekre, ezekre ugyanis az erdélyi fejedelem is igényt tartott. A hadjárat során a törökök Alsógagy falut teljesen felégették, a lakosok ebben az évben adót sem tudtak fizetni. Érdekes, hogy a szomszédos Felsőgagyon nem volt ilyen mértékű a pusztulás, 1567-ben ugyanis 2 portányi adóképességet írtak itt össze az adórovók. Alsógagy még 1570-ben is adómentes volt a korábbi pusztítás miatt, bár ekkor 15 új házat, azaz újrainduló jobbágygazdaságot jegyeztek fel, vagyis a falu igyekezett gyorsan kilábalni a tragédiából, így 1579-ben, Mondolay Pál és birtokostársai földesúri joghatósága alatt Alsógagy már 5,75 portaszám után fizeti az királyi adót. Ekkor már egy Király János nevű libertinus, azaz jobbágyi terhek és adófizetés alól felmentett személy is él a faluban, aki korábban feltehetően maga is jobbágy volt, ugyanakkor 22 zsellért is felvettek az összeírásba. Ugyanennyi az adóképessége a falunak 1582-ben is, de a telkes jobbágyok mellett 22 zsellér is él Alsógagyon. Ezt a portaszámot közel 30 helyi jobbágy- és zsellérháztartás szolgáltatta. Feltehetően a jobbágyok mellett az alsógagyi zsellérek közül is volt néhánynak szőleje a falu szőlőhegyén, az első, 1581-ből fennmaradt dézsmajegyzékben 25 alsógagyi dézsmaadó szerepel, mellettük 4 extraneus, azaz nem helyben lakó gazda is termelt bort, amelyből összesen 33 köböl tizedet szolgáltattak. Bár a tizenötéves háború (1593–1606) alatt jelentősen romlik a falu termelési képessége, ez általános jelenség a korban, Alsógagyon a háború kezdetén még élénk a termelési kedv. A gabonadézsma-adók neve először 1598-ból ismeretes, ekkor a faluban 3 jobbágy (Vida Lőrinc, Babócs Benedek, Király István) viselte a bírói megbízatást, ketten (Lánc Ambrus, Bor Miklós) ezért dézsmamentes volt, mellettük 21 jobbágynak (Patos Bálint, Finta Jakab, Babos György, Tót Simon, Szabados János, özvegy Szabados Jánosné, Vida Márton, Babocs András, Horvát Jakab, Csipó András, Kovács Balázs, Bocsó István, Zemlény Mihály, Nagy Gergely, Cene Lőrinc, Szécsi Gáspár, Finta Pál, Varga Pál, Vida János, Kovács Tamás) volt gabonatermése, amelyből 47 kalangya és 3 kéve őszi búzát, valamint 13 kalangya és 14 kéve tavaszi gabonát adtak dézsmaként az egyházi tizedet bérlő kamara dézsmásainak. Az őszi búza mellett tavaszi zabot és árpát is termesztettek, a legtöbb termése, 77 kalangya őszi és 31 kalangya tavaszi gabonája Tót Simonnak volt, azaz maga kétszer annyit takarított be, mint az egész falu összes dézsmája, ráadásul 6 dézsmaköteles méhkassal is rendelkezett. Két helyi zsellér (Lánc Ambrus, Bor Miklós) csak 6 dénár ún. kereszténypénzt fizetett dézsma helyett. A dézsmaadó család- vagy háztartásfők listájából kirajzolódnak a falu korabeli törzsökös jobbágycsaládjai, mint a Vida, a Babócs/Babos, a Szabados, a Finta és a Kovács család. A jelentős gabona- és bor-dézsmaadás ellenére 1596-ban már csak 3,5 porta a falu adóképessége, majd 1597-ben már alig 3 a hat földesúr jobbágyainak összes portaszáma. 1598-tól 1608-ig a porta helyett a ház lesz az állami adó alapja, ekkor 30 ház, azaz körülbelül ugyanennyi jobbágygazdaság után fizetik az állami adójukat Alsógagy lakosai, míg Felsőgagyon ugyanekkor 20 házat írnak össze adóalapként. 1598-ban Bertók János bíróságában még mindig 27 jobbágy ad 32,5 kalangya őszi és 8,5 kalangya tavaszi gabonadézsmát, illetve 14-en 35 köblös bordézsmát, 1599-ben pedig, amikor Tóth Simon a bíró, 25 jobbágytól 46 kalangya őszi és 1,5 kalangya tavaszi gabonadézsmát, illetve 25 jobbágytól 35 köböl bordézsmát gyűjtenek be a dézsmaszedők.

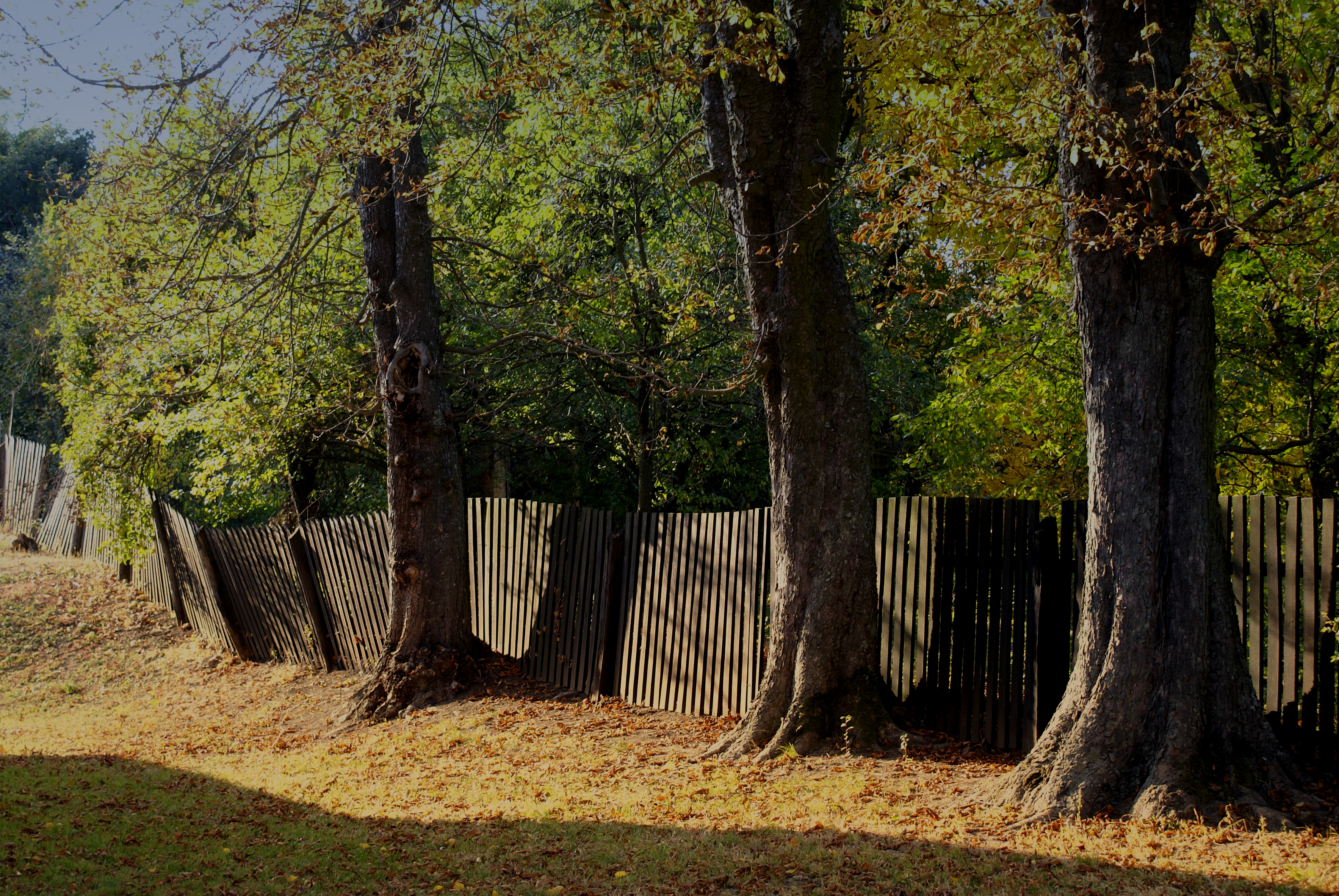
Alsógagyi utcakép

A továbbiakban Alsógagy termelési képességének jelentős romlásához hozzájárult, hogy 1599-ben tatár csapatok pusztítottak a vidéken, ráadásul a felső-magyarországi főkapitányságra frissen kinevezett Giorgio Basta (1550–1607) a tatár hadak ellen az abaúji Méra mellett vonta össze csapatait, s az itt felállított tábor királyi katonasága is hozzájárult a csereháti falvak kifosztásához. Falujuk felégetéséről maguk az alsógagyi jobbágyok vallottak az adószedőknek 1599-ben, így adót sem tudtak fizetni. 1600-ban a tatár sereg és a királyi katonák pusztításai mellett még a pestis és az éhség is sújtotta Alsógagy és a környező települések lakosságát, és a falu csak 1603-ban nyerte valamelyest vissza vitalitását, ekkor ugyanis, majd a következő években, egészen 1608-ig 5, majd 3 ház mint adóalap után fizették meg az adót, viszont a portára mint adóalapra való visszatéréskor ez a házszám hasonlóan magas portaszámot – 2,5 – mutatott 1609-ben, ami igen ritka volt a korszak adózását tekintve. Dézsmát azonban még a legnehezebb időkben is elsajátított tőlük a királyi kamara, 1600-ban Tóth István falusi bíró irányítása alatt 17,4 kalangya őszi búzát és 4,5 kalangya tavaszit szolgáltatott 14 alsógagyi jobbágy és 3 zsellér. 1607-ben, amikor Szabados János volt a bíró, 17 jobbágynak volt bortermése. 1625-ben is feltűnően magas a falu termelőképessége, Vida János, Varga Kelemen és Móric György bíróságában: Tót György, Vida István, Nagy Gergely, Cene Albert, Szabados János, Illés Lukács, Pántos Péter, Tót Boldizsár, Pántos János, Nagy Péter, Bertót Benedek, Vida Mihály, Király István, id. Király István, Bányai Márton, Tót Tamás, Sütő György, Ötvös János, Bor András, Széki Mihály, Babócs György alsógagyi jobbágy és két extraneus termelő adott bordézsmát, összesen kb. 50 egri (25 literes) köböllel. Az 1620-as években a taxás nemesek is megjelennek a faluban, 1624-ben a báránydézsmálás alkalmával Alsógagy lakosai úgy nyilatkoztak, hogy falujuk nemesi telkekből áll, ezért dézsmát sem fizetnek. 1645-ben már csak 3 jobbágy ad dézsmát Alsógagyon, ekkor 2 taxást is összeírnak, majd 1683-ban a dézsmaszedők pusztának nyilvánítják a falut. Hogy Alsógagy nem teljesen pusztult el, bizonyítja, hogy 1683-ban, Csőre György bíróságában, amikor csak 3 zsellér írtak össze, a dézsmaszedők ezt jegyezték fel: „Ezeknek semmijük nem maradt a mezőn a katonák miatt”, azaz Thököly Imre által hadba hívott katonák fosztogatásai miatt.
A 17. század első felében a portális adó jegyzékeiben ennek ellenére alacsony adóképességgel dokumentálják Alsógagyot, 1618-ban: 2,5 porta, amelyhez a falu zsellérei is hozzájárultak egy félportával, 1624-ben: 1 porta, ennek a felét a zsellérek után fizették, 1626-ban 2 porta, amelyből egy félporta a zsellérek adóképességét reprezentálta. 1630-ban és 1635-ben a jobbágyok gazdaságát 1, a zsellérekét fél porta adóképességre becsülték az adószedők. A falu és a régió történetében az 1599. évi tatár pusztításhoz még súlyosabb tragédia következett be 1640-ben, az oszmán katonák pusztítása ekkor ugyanis Alsógagyot az oszmán hatalom, az egri törökök joghatósága alá kényszerítette. 1640-ben az Abaúj vármegye jegyzőkönyvébe bejegyzett korabeli tanúvallomás szerint a törökök „nagy kegyetlenül rablották Felső-, Alsó-Gagyot, Kércset és Baktát, iszonyú égetéseket tevén, amely helyekből keresztény atyánkfiai közül kiket levágott, kiket megégetett, kiket kegyetlenül rabságra vittek, összességgel teszen hétszázig, mely kegyetlen rablások miatt kényszerítettek meghódolni Alsógagy, Bakta, Beret és Detek”. Alsógagy a szomszédos csereháti falvakkal együtt így került török uralom alá, amely egyszerre jelentette a szultáni, azaz oszmán állami hatalmat és a török földesurat. Alsógagy ettől kezdve a Hódoltság peremvidékének azon helységei közé tartozott egészen Eger 1687. évi törökök alóli felszabadításáig, amelyek kettős adózás alá estek, azaz a Magyar Királyság és a magyar földesurak mellett a törökök is adóval és járulékokkal terhelték őket. Alsógagy török földesura maga az egri pasa, az egri vilajet nagyhatalmú katonai és adminisztrációs vezetője lett, aki a földesúri járandóságot nem jobbágyonként, hanem összesítve (summásan) kérte falujától, évi 6 forintot, az Oszmán Birodalom alattvalóiként pedig a „császár (azaz a szultán) adóját” fizették évi 2 Ft 75 dénár összegben. Erről így vallottak a vármegye előtt az alsógagyi jobbágyok 1641-ben: „Alsó-Gagyban lakozók Illyés Lukács főbíró, Girinchi Mátyás uram jobbágya, 60 esztendős, Tót György, Monaki Ferenc uram jobbágya, 60 esztendős, Antal Mihály, Bátori Miklós uram jobbágya, 32 esztendős, Czene András, Lenkei György uram jobbágya hitök után ekképpen vallanak: Minemü rettenetes rablások[at tett] mirajtunk az pogány ellenség, már az egész darab földnek nyilvánsággal vagyon. Tavalyi esztendőben [1640-ben] reánk ütvén, templomunkat meggyújtván, megmaradásnak okáért sok férfi s asszonyi állatok, apró édes magzatok az karokkal beszorítván, sokan megégtenek az édes atyák, anyák ölökben való kisded gyermekekkel megégtenek együtt, és azon kivül sokan vitetnek közülünk rabságra, mindössze[sen] kár esett bennünk száztizennyolc [személy]. Házainkat, teheneket és egyéb portékánkat elprédálva hagyta falunkat, ugyanannak utána is meg kellett hódolnunk keserves elraboltatásunk után. Az egri pasa az urunk; summáltunk meg 6 forintban, császár adója 75 pénz 2 forint. Soha annak előtte sehová való véghelyben nem hódoltak.”  1648-ban a király adószedői negyed portára becsülték a jobbágyok adóképességét, amelynek egy része egyébként már ún. taxás vagy taksás nemesekből, azaz olyan egykori jobbágyokból állt, akik már kikerültek a földesúri szolgáltatások alól, és adókötelezettségüket meghatározott pénzösszegben, taksában rótták le. Az alsógagyi taxások 1648-ban mindössze 6 dénárt fizettek adóként.
Alsógagy lakosai, a borsodi és abaúji régió legtöbb településéhez hasonlóan, a 16. század második felében a reformáció hívei lettek. A falu egyháza az 1567. évi debreceni zsinaton a Helvét Hitvallást aláíró abaúji, más néven kassavölgyi református seniorátushoz (esperességhez) tartozott, amely a 16. század végén egyesült a tornai egyházakkal, és ettől kezdve abaúj-tornai egyházmegyeként működött. Vallásos közösségük, gyülekezetük kezdetben a szomszédos Felsőgagy református anyaegyházához tartozott Gagyvendégivel együtt, mint leányegyház, 1581-ből ismert első lelkésze: Korlátfalusi Pólya Pál, a következő években (1582–1583) pedig Csóka Lőrinc lesz Felsőgagy, Alsógagy és, Gagyvendégi és Csenyéte református prédikátora. 1596-ban Eperjesi János, a következő években Görgei Réz Albert és Miskolczi András Felsőgagy és leányegyházai lelkésze. 1620–1622-ben Salánki Mihály, 1623-ban Ónodi János szolgál Felsőgagyon és leányegyházaiban: Alsógagyon, Litkán, Csenyétén. Alsógagy református jobbágyai a 17. század elején családonként egy kalangya búzát adtak évente a prédikátornak, a zsellérek fél kalangyát vagy egy köböl szemes búzát. Az egyház tanítót is tartott, aki a lelkésszel egyenlő javadalmat kapott a falutól. A hívek külön fizettek az esketésért, keresztelésért és a temetésért a lelkésznek, keresztelésért egy tyúkot, egy kenyeret és 1 dénár ún. komapénzt, ennek fele a tanítót illette. A temetés díja 12 dénár volt, ezen is osztozott a pap és a tanító. Esketésért csak a lelkésznek fizettek a 17. század elején, 12 dénárt. Az özvegyek három sing vásznat adtak papjuknak. Az egyházi tizedből oktáva, azaz nyolcadrész járt a helyi lelkésznek. Alsógagy leányegyháznak önálló temploma volt a 16–17. században, amelyet az 1640. évi török pusztítás során felégettek, de újjáépült, és a 18. század elején is kőtemplomot említenek az alsógagyi református egyháznál.
1640 után a falu pusztulásnak indul, 1671-ben egyik földesura, Fuló Miklós birtokainak összeírásában már praedium, azaz puszta minőségben szerepel, ami nem jelenti a teljes pusztulást és elnéptelenedést, csak az adózásra való képtelenséget. 1679-ben Alsógagy puszta faluban néhai Fuló Miklós birtokrészén 7 deserta, azaz puszta jobbágytelket írtak össze, amelyeken azonban még folyt valamelyest a termelés, hiszen a 7 telek mindig szolgáltatja a földesúri tizedet, igaz, ez a földesúri majorság termésével együtt csak 2 búzakeresztet és 12 kévét tartalmazott. A jobbágyi rétekről is szolgáltattak még valamennyi szénát a birtokosnak, ezeket a majorsági kaszálókkal együtt kaszálták, s így 6 ölnyi boglya volt a termés. Ugyanekkor a Fuló-féle földesúri erdőket a felsőgagyi erdőkkel együttesen használta az akkori birtokos, a szendrői uradalom. Alsógagy a 17. század végén is puszta marad, lakosai elhagyják, a robotot is a szomszédos falvak jobbágyaival végeztetik a birtokos. 1695-ben Alsógagyot a puszták között írták össze a dézsmajegyzékben, és az 1696. évi országos adóösszeírásban sem szerepel falu. A Magyar Királyság török kor utáni első alapos, de hibáktól nem mentes országos jellegű összeírását (regnicolaris conscriptio) törvényben rendelték el 1715-ben, célja a magyar települések adóképességének és adózó népességének felmérése volt. Az 1715. évi összeírás szerint Alsógagy teljesen puszta. Bél Mátyás is pusztaként említi az 1730-as évek elején készült és a 21. századig kéziratban maradt, Abaúj vármegyét latin nyelven leíró monográfiájában: „Alsó-Gagy: elpusztult, Felső-Gagy falutól délre fekszik. Kiváló termékenységű szántóföldje majdnem olyan kiterjedésű, mint Felső-Gagy falué. A puszta birtokosai ugyanazok, mint Felső-Gagy falunak, amelyet jelenleg azok bírják, akik a Báthoriak birtokaiban anyai jogon örökletesek. A jobbágyi munkákat Felső-Gagyon Gagy-Apáti falu lakosai végzik.”

### 18. század

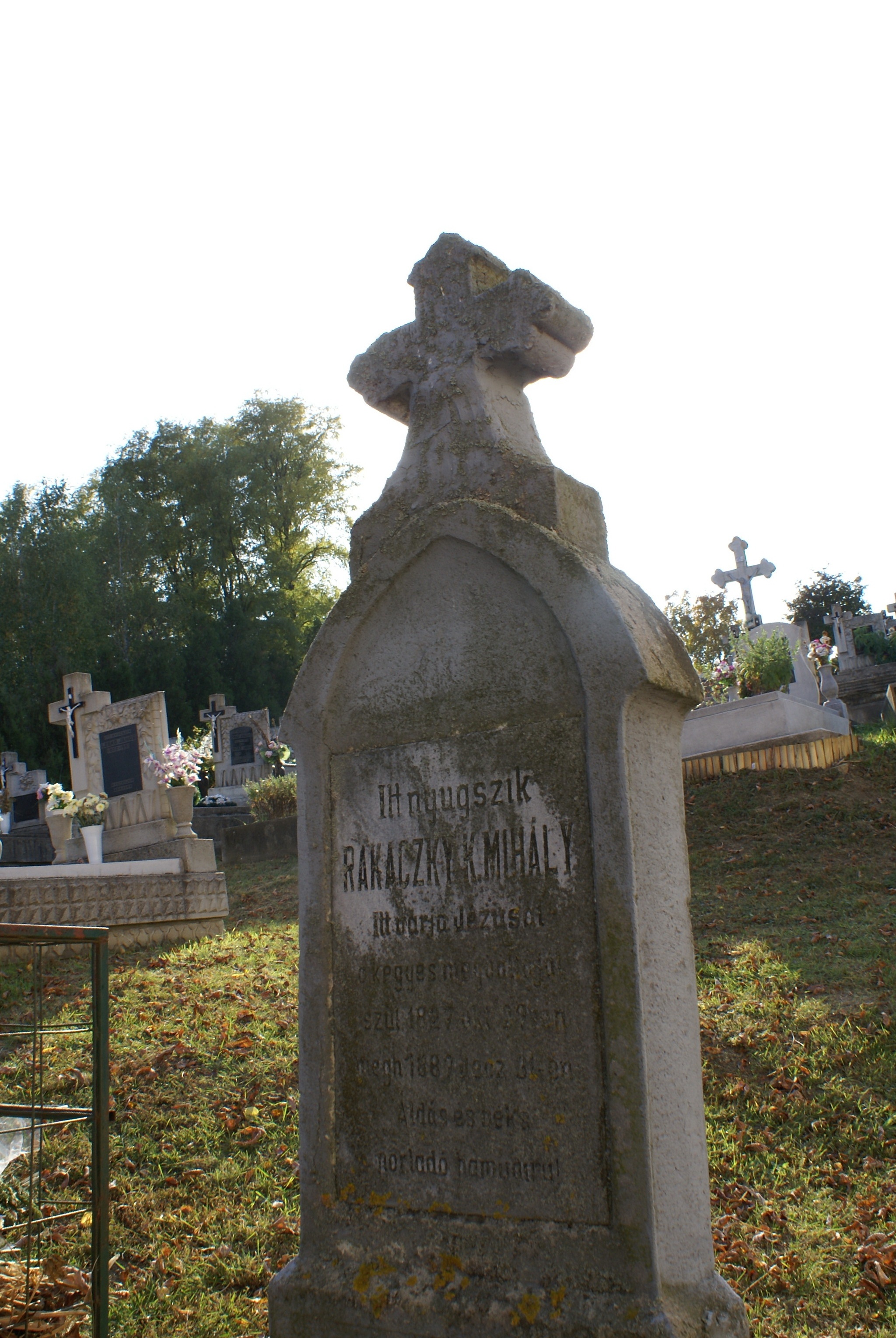
Rakaczky K. Mihály (1827-1887) síremléke az alsógagyi temetőben

Alsógagy népességének egészéről a 18. század utolsó évtizedeiből tudunk először képet alkotni. II. József népszámlálása alkalmával 352 fős honos lakosságot regisztráltak az összeírók, és ennek nagysága alig változott a következő évtizedek során, ugyanis Nagy Lajos településszintű statisztikai munkája szerint 1828-ban 354-an, Fényes Elek Geographiai szótárának megjelenése idején pedig 353-an éltek a helységben. A házak száma is lényegében változatlan maradt, 1785-ban 56, 1828-ban 58. Ezzel a népességnagysággal a járás közepes méretű falvai közé tartozott Alsógagy, a szomszédos települések közül Felsőgagy és Csenyéte is jelentősen népesebb volt nála ekkoriban. Az 1828-ban végrehajtott országos adóösszeírás helyi adatai szerint a faluban 77 személy után tartoztak adót fizetni. Az úrbéri összeírás során 484 kataszteri hold területen összesen 15 és 3/8 teleknyi úrbéres minősítésű földet regisztráltak, amely 20 jobbágy és 21 házas zsellér, valamint családjuk megélhetésének szolgáltatta alapját. (Házatlan zselléreket nem említ a forrás.) A józsefi összeírás, amely immár a majorsági (nem úrbéres) földeket művelőket is figyelembe vette, 24 jobbágyról és 44 zsellérről adott számot. Termőföldjének minőségét Vályi András „középszerűnek” minősítette. Érdekesség, hogy – a csereháti térségben ritkaság számba menő módon – falusi iparűzőről is tudunk: az említett összeírás megemlít egy kovácsmestert, aki ugyan egyedül, legény nélkül, de egész évben folytatta kézműves mesterségét.
Etnikai szempontból Korabinszky, majd Vályi András is magyarnak írta le a falut, Fényes Elek 1850-ben megjelent könyvében viszont már vegyesen orosz és magyar anyanyelvűnek tudta. A ruszinok jelenléte valójában már ennél jóval korábbi, ugyanis már a munkácsi görögkatolikus püspökség 1747. évi összeírása is filiális – tehát önálló egyházközséggé nem szerveződő – görögkatolikus közösségként tartotta számon Alsógagyot, ami ebben a térségben ruszin lakosságot jelent. A korszakban egyébként végig az unitus felekezet képezi a falu lakosságának többségét. Nagy ugyan 1828-ban még nem részletezte az egyházfelekezeti összetételt, és általában 319 katolikus lakost említett, Fényes 1850. évi adatai szerint viszont 270 görögkatolikusra 48 római katolikus jutott. Rajtuk kívül 1828-ban még 20 fő protestáns lakosról esik említés, amely ami valószínűleg evangélikus családokat takar, ugyanis 1850-ban reformátusok nem, csak 18 fő lutheránus szerepel a falu leírásában. Ilyen nagyságú az izraelita népesség jelenléte is, 1828-ban 15, 1850-ben 18 fő.
Az úrbéri összeírás időszakában a falu jobbágytelki állománya nyolc birtokos között oszlott meg, akik közül Fáy Ferenc 5, Fáy Zsigmond 1 és ¾, Péchy Gábor pedig 2 és 5/8 telek földesuraként volt a legjelentősebb birtokos. Rajtuk kívül Jakabfalvy Judit és Miklós, Ragályi Klára, Szőlősy Ferenc és Tiszta Pál voltak ennél kisebb kiterjedésű úrbéres föld birtokában. Az ezt követő évtizedekből a birtoklás átalakulását jelenleg nem tudjuk nyomon követni. Korabinszky és Vályi a falut „Fáy úr” tulajdonának tudja, Fényes 1850. évi szócikke viszont Fáy gróf konkretizálás nélkül további birtokosokra is utal. Az ellentmondás vélhetően látszólagos, ugyanis feltehetően mindvégig a Fáy család tagjai voltak a meghatározó földesurak Alsógagyon. Kiemelendő viszont, hogy a falu azon csereháti községek közé tartozik, ahol a józsefi népszámlálás alkalmával nem regisztráltak egyetlen nemest sem, ami azt sejteti, hogy a jobbágytelkekkel rendelkezők is más településen laktak.

### 19. század
Alsógagy népessége a 19. században 300–400 főt számlált (1850-ben 353 fő, 1880-ban 344 fő, 1900-ban 369 fő), és a század második felében állandósuló kivándorlás a növekedés lehetőségét sem biztosította. A születések száma 1900 és 1910 között 36‰ (Alsógagy a hagyományos paraszti társadalmakra jellemző magas születésszámot mutatja), a halálozásoké 22,1‰. A természetes szaporodás 13,9‰ (összesen 53 fő), és mivel a lakosság száma ebben az évtizedben 16 fővel csökkent, körülbelül 70 fő költözött el vagy vándorolt ki a tengerentúlra. Ez nem jelentett minden esetben végleges szakítást a településsel. Gombos János például1889-ben, 22 éves korában telepedett az Egyesült Államokba és 1912-ben tért haza, vagy Palencsár János két alkalommal összesen 8 évet töltött az észak-amerikai kontinensen.
Alsógagy a 18. századi betelepítést követően a csereháti ruszin szórvány egyik községe, a statisztikai adatok azonban a 19. századi nyelvi és etnikai folyamatokról pontatlanul tájékoztatnak, azok inkább a korabeli statisztikusok és számlálóbiztosok szemléletét tükrözik. Fényes Elek 1851-ben Alsógagyot „orosz-magyar” falunak nevezte, 1880-ban 220, 1900-ban már csak 19 „tót” anyanyelvű lakost írtak össze. Bizonyos, hogy az egymást követő generációk kétnyelvűvé, majd magyar nyelvűvé váltak, amiben az alfabetizációnak is szerepe lehetett: 1880-ban a népesség mindössze 10%-a, 1900-ban 57%-a (a 6 éven felüliek 68%-a) tudott írni és olvasni. Az identifikációban a lokalitásnak, valamint a vallásnak (a felekezeti kötődésnek) volt nagyobb jelentősége, és a görögkatolikusok a 19. században abszolút többségben maradtak: 1851-ben 270 fő (76%), 1900-ban 249 fő (68%).

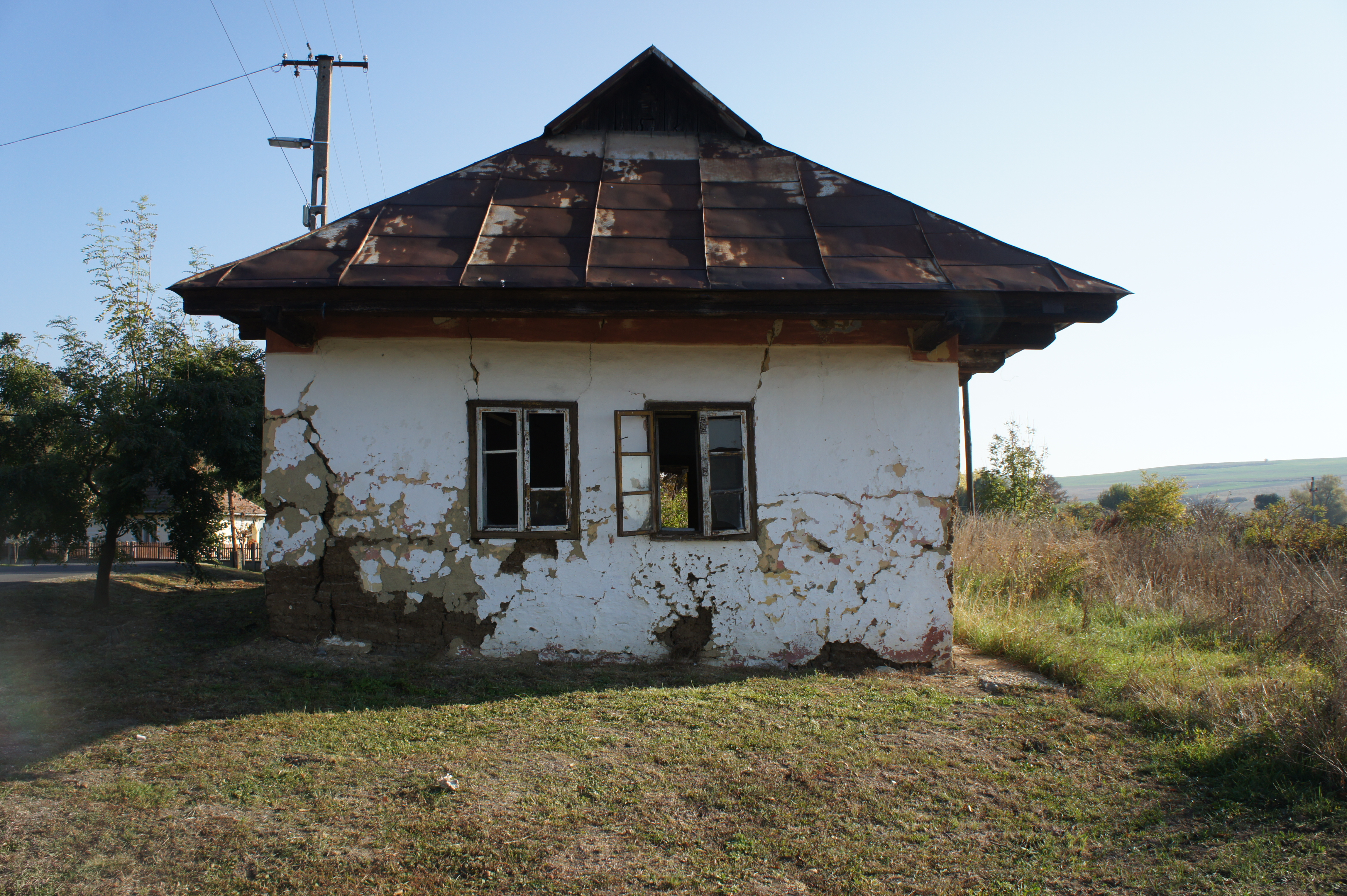
Kisbirtokos fémfedésű lakóháza

A földhasznosítás változását az 1865-ös (nem túlságosan pontos) és az 1895-ben készült összeírás alapján tudjuk nyomon követni. A szántók területe 619 kataszteri holdról 726 holdra emelkedett (a falu határának 57%-a és 66%-a), a legelőké 327-ről 227 holdra, a réteké 91-ről 69 holdra csökkent. Legelőket és réteket alakítottak tehát szántókká (ezenkívül szőlőt és gyümölcsösöket telepítettek), ám az állattartásnak, mindenekelőtt a lótartásnak, illetve a fuvarozásnak fontos gazdasági szerepe maradt. 1912-ben alakult meg Alsógagy község állattenyésztőinek szövetkezete (vezetői Groholy György görögkatolikus tanító, Gombos János, Damján János és Rakaczki György voltak), mely az állomány biztosítását, tenyészállatok beszerzését és legelők vásárlását vagy bérlését tűzte célul. A szövetkezés népszerűvé vált a faluban, mivel1912-ben ugyancsak Groholy György kezdeményezésére fogyasztási és értékesítési szövetkezet alakult (az igazgatóságba Rakaczki Jánost, Palencsár Jánost és Damján Ferencet választották), azzal a szándékkal, hogy a tagokat jó minőségű háztartási és gazdasági cikkekkel lássa el, és termékeik eladását közvetítse.
Alsógagy földesura a reformkorban gróf Fáy István volt, aki az 1850-es években csődbe ment, birtokát a helyi parasztgazdák vásárolták meg. A századfordulón készült foglalkozási statisztika szerint az 5 és 100 hold közötti kisbirtokosok száma 35, az 5 hold alatti „kisbirtokos-napszámosoké” 17 (a segítő családtagokkal együtt 114 fő, az összes kereső 63%-a), a cselédeké, a mezőgazdasági munkásoké és a napszámosoké 47 fő (26%). A helyi agrártársadalom többségét tehát a kistulajdonosok alkották.

### 20–21. század
Alsógagy 1910-ben Abaúj-Torna vármegye Csereháti járásához tartozott. A kisközség 1 092 kat. holdon (= 628 hektár) terült el, lakosainak száma 353 volt. A két tót kivételével teljes egészében magyar anyanyelvű faluban a görögkatolikus (258 fő) felekezet volt meghatározó, de jelen voltak római katolikusok (49 fő), evangélikusok (34 fő) és izraeliták (10 fő) is, miközben a reformátusság mindössze 2 fővel képviseltette magát. A lakosság túlnyomó többsége a mezőgazdaságban talált megélhetést, az iparban és egyéb ágazatokban foglalkoztatottak száma csak az 1960-as évektől növekedett. Napjainkban ismét mezőgazdasággal foglalkozik a település.
A trianoni békeszerződés közigazgatási változásai következtében Alsógagy az Encsi járás részévé vált. A kivándorlás már a 19. század végén is apasztotta a népességét, s ez a tendencia 1910 után tovább erősödött.[69] Az első világháborús áldozatok mellett minden bizonnyal ez a körülmény is hozzájárult, hogy a település lélekszáma 1920-ra 318 főre csökkent. Más vonatkozásban Trianon nem hozott lényegi változást: a magyar anyanyelvű lakosok mellett 5 tót élt a faluban, vallási tekintetben pedig a görögkatolikusság (245 fő) megőrizte dominanciáját. Mellettük 36 fő római katolikus felekezetű volt, 29 fő evangélikus és 8 fő izraelita, a reformátusok azonban teljesen eltűntek. A görögkatolikus közösség erejét mutatja, hogy a faluban elemi iskolát tartottak fenn. Groholy György tanító kezdeményezésére 1912-ben Hangya szövetkezet is alakult, mely 1921-ben 1,5 millió korona forgalmat bonyolított. 1941-re 368-ra nőtt Alsógagy népessége. A továbbra is megkérdőjelezhetetlen görögkatolikus (258 fő) fölény ellenére a korábban is jelen lévő felekezetek megmaradtak, sőt 16 hívővel visszatértek a reformátusok.

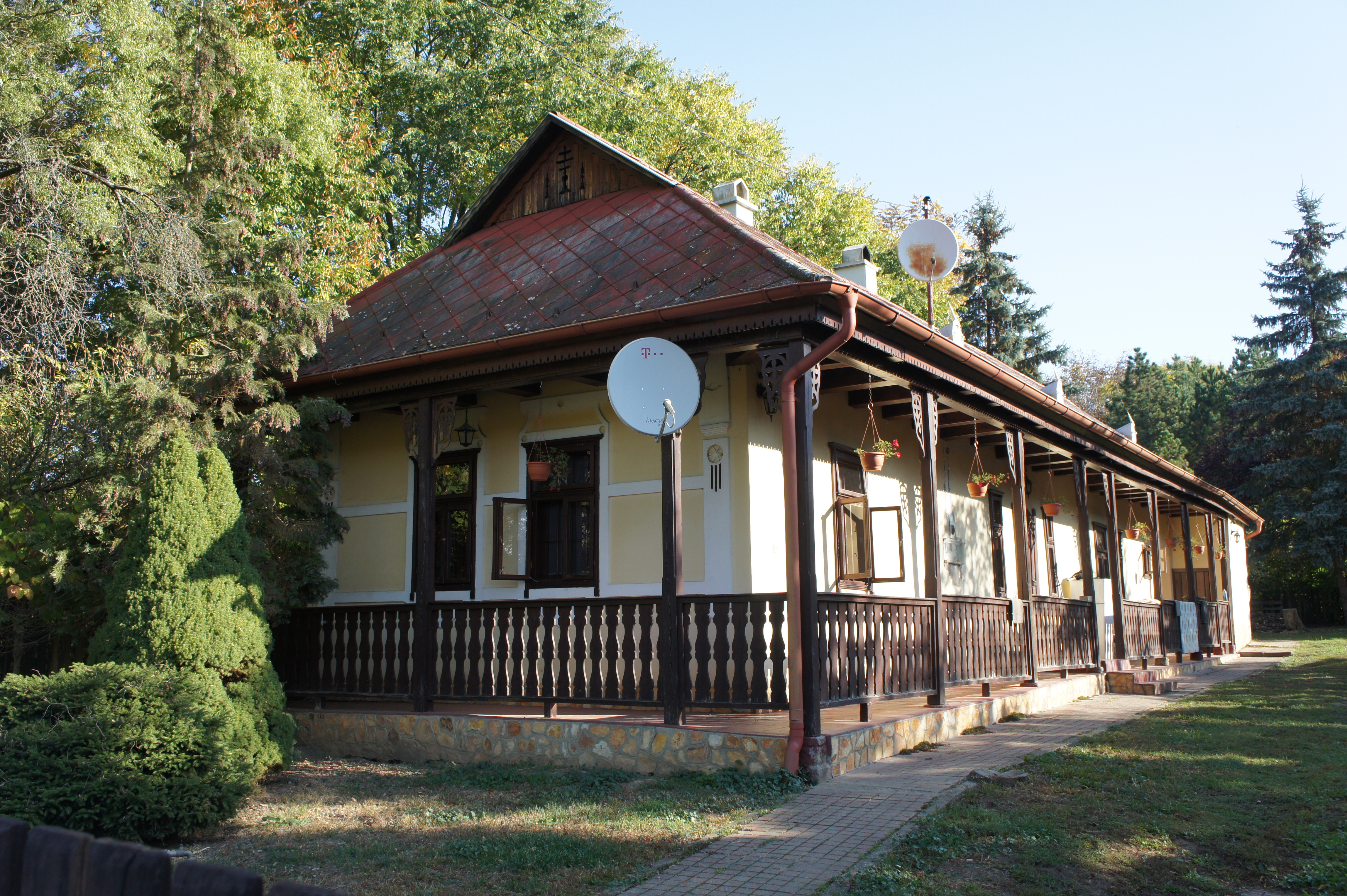
Alsó csonkakontyos népi lakóház görögkatolikus deszkaorom díszítéssel

A falu lakossága az első és második világháborúból is kivette a részét. Az áldozatok emléktáblája a görögkatolikus templom bal oldalsó falán található. Az első világháborúban esett el Gombos János, Dsupin Ferenc, Tyukod János és Varga Mihály, míg a második világégés hősi halottjai Gombos Miklós, Krajnyák Miklós, Demján Simon, Demján János és Barnoczki István voltak. A vészkorszak idején a veszteségek az elhurcolt zsidó lakosok számával növekedtek. Az áldozatok között volt Grünberger Zsigmond, a helyi szatócs és családja: Grünberger Zsigmondné, Grünberger Gyula, Grünberger Olga, Grünberger Erzsébet, Grünberger Bella és Grünberger Irén.
Alsógagy 1944. december 16-án szabadult fel. 1949-ben a második világháború utáni első népszámlálás szerint az itt élők száma 356 főre csökkent. A túlnyomó többség továbbra is a görögkatolikus (69,9%) egyházat követte, míg 19,9% volt római katolikus, 8,4% evangélikus és 1,7% református hívő. A szocializmus évtizedeiben a lakónépesség folyamatosan csökkent, az 1990. évi népszámlálás idején már csak 146 fő volt.
A szocialista átalakulás korán kezdődött. A lakosok egy része már 1948-ban termelőszövetkezetet alakított, bár ez 1956-ban feloszlott. 1960-ban került sor az új, Győzelem téesz létrehozására a község valamennyi lakosa részvételével, amihez 1967-ben a szomszédos Gagyapáti is csatlakozott. Jelentősen növekedett a szarvasmarha-állomány és a háztáji is. A település modernizálódott: villamosításra, járda- és hídépítésre került sor, és új művelődési ház is épült.
Az 1956-os forradalom eseményei Alsógagyot sem hagyták érintetlenül. Október 28-án egy teherautó érkezett Miskolcról, majd egy helybéli elszavalta a Nemzeti dalt, és a tanácsházán gyűlésre került sor. Valószínűleg ekkor választották meg a községi munkástanácsot, illetve a rend biztosítása érdekében felállították a nemzetőrséget Lipusz Illés parancsnoksága alatt. A munkástanács leváltotta Kristóf János vb elnököt és Krajnyák Árpád vb titkárt, továbbá feloszlott a téesz. A tanács elnöke Szabolcsik Imre lett, de 1957. március 5-én távoznia kellett, miután a járási tanács vb elnöke Kristóf Jánost visszahelyezte pozíciójába. A tanácstitkári székből leváltott Krajnyák azonban nem tudott visszatérni. Ezt a posztot megtarthatta az időközben kinevezett (forrói illetőségű) Gesztelyi János.
A szocializmus idején az egyetlen tanteremben működő általános iskolában egy, legfeljebb két tanár segítségével folyt az oktatás. A tanulók száma az 1945/46-os tanévben 63 volt, de három évvel később már 45-re csökkent. Miután Baktakéken létrejött a körzeti iskola – ahová az alsógagyiak mellett Berzék, Csenyéte, Detek, Fancsal és Felsőgagy tanulói is jártak –, a létszám tovább csökkent. 1965/66-ban már csak 30 fő tanult helyben.
A második világháború utáni változások közigazgatási átszervezéssel is jártak, minek eredményeképpen 1950-től Alsógagy Borsod-Abaúj-Zemplén megye Encsi járásához, azon belül a Felsőgagyi körjegyzőséghez sorolódott. 1950. szeptember 8-án Alsógagy néven és székhellyel, Gagyapátival községi közös tanácsot szerveztek, ami 1966. szeptember 30-án szűnt meg. Ekkortól a település Csenyétével és Gagyapátival együtt a Felsőgagy központú községi közös tanács társközsége lett. 1978. december 31-én történt újabb változás, amikor Alsógagy – Felsőgagyhoz, Csenyétéhez és Gagyapátihoz hasonlóan – Baktakék községi közös tanács társközségévé vált. Ide tartoztak a közeli Beret és Detek települések is. Baktakék közös tanácsú községet 1984. január 1-jével Encs városkörnyéki községévé nyilvánították, majd a rendszerváltozás következményeként 1991. január 1-jével újjáalakult az Alsógagyot is magában foglaló Felsőgagyi körjegyzőség.
A már a rendszerváltozást megelőzően is jellemző népességfogyási tendencia az elmúlt 30 évben sem változott: 2011-ben 100 fő, 2020. január 1-én pedig mindössze 73 fő volt Alsógagy lakónépessége. A 2011. évi népszámlálás alkalmával a lakosság 100%-ban magyarnak és 1,2%-ban görögnek vallotta magát, vallását tekintve pedig 60,5% volt a római katolikus, 26,7% a református, 4,7% a görögkatolikus hívők és 2,3% az egyéb felekezetűek aránya. 5,8% felekezeten kívüliként határozta meg magát. A település tehát elvesztette korábbi görögkatolikus meghatározottságát.

## Közélete

### Polgármesterei
- 1990–1994: Bodnár Zoltán (független)[108]
- 1994–1998: Lipusz György (független)[109]
- 1998–2002: Lipusz György (független)[110]
- 2002–2003: Lipusz György (független)[111]
- 2003–2006: Takács László (MSZP)[112]
- 2006–2010: Takács László (MSZP)[113]
- 2010–2014: Takács László (MSZP)[114]
- 2014–2019: Takács László (MSZP)[115]
- 2019–2024: Takács László (független)[116]
- 2024– : Takács László (független)[1]

A településen 2003. augusztus 10-én időközi polgármester-választást tartottak, az előző polgármester lemondása miatt. Lemondása dacára a választáson ő is elindult, de alulmaradt egyetlen ellenfelével szemben.

## Népesség
A település népességének alakulása:
| Lakosok száma | 373  | 101  | 97   | 87   | 68   | 89   | 91   | 89   |
|               | 1869 | 2013 | 2014 | 2015 | 2021 | 2022 | 2023 | 2024 |

2001-ben a településen a lakosság 87,5%-át magyar, 12,5%-át cigány származású emberek alkották.
A 2011-es népszámlálás során a lakosok 100%-a magyarnak, 1,2% görögnek mondta magát (a kettős identitások miatt a végösszeg nagyobb lehet 100%-nál). A vallási megoszlás a következő volt: római katolikus 60,5%, református 26,7%, görögkatolikus 4,7%, felekezet nélküli 5,8%. Alsógagy lakossága napjainkban elöregedő, az aktív korúak között pedig magas a munkanélküliek aránya.
2022-ben a lakosság 91%-a vallotta magát magyarnak, 2,2% cigánynak, 1,1% ukránnak (9% nem nyilatkozott; a kettős identitások miatt a végösszeg nagyobb lehet 100%-nál). Vallásuk szerint 21,3% volt római katolikus, 15,7% református, 32,6% görög katolikus, 3,4% evangélikus, 2,2% felekezeten kívüli (24,7% nem válaszolt).

## Nevezetességek
- Görögkatolikus templom. A 18. században épült, barokk stílusú, 1927-ben felújították.